# پل مارگریت
پل مارگریت (به فرانسوی: Paul Margueritte) نویسنده قرن نوزدهم میلادی اهل فرانسه است.

## آثار
- اعترافات پس از مرگ
- رزوهای امتحان
- دلدادگان
- خاطرات جوانی
- شعله
- ضعف بشری
- خانه می‌سوزد